# Автомобільні шляхи Волинської області
Автомобі́льні шляхи́ Волинської області — мережа доріг на території Волині, що об'єднує між собою населені пункти та окремі об'єкти та призначена для руху транспортних засобів, перевезення пасажирів та вантажів.